# Bobeica, Hîncești
Bobeica este satul de reședință al comunei cu același nume  din raionul Hîncești, Republica Moldova.

## Demografie

### Structura etnică
Structura etnică a satului Bobeica conform recensământului populației din 2004:
| Grup etnic                                               | Populație | % Procentaj  |
| -------------------------------------------------------- | --------- | ------------ |
| Băștinași declarați Moldoveni Băștinași declarați Români | 667 4     | 98,81% 0,59% |
| Ruși                                                     | 3         | 0,44%        |
| Ucraineni                                                | 1         | 0,15%        |
| Total                                                    | 675       |              |